# Eupalamus giganteus
Eupalamus giganteus là một loài tò vò trong họ Ichneumonidae.